# سیارک ۲۲۹۴۲
سیارک ۲۲۹۴۲ (به انگلیسی: 22942 Alexacourtis، نامگذاری:1999TZ205) بیست و دو هزار و نهصد و چهل و دومین سیارک کشف شده‌است که در ۱۳ اکتبر ۱۹۹۹ کشف شد.
قدر مطلق سیارک برابر ۱۶.۲ است.